# Sebastian Münster
Sebastian Münster (20. ledna 1488 Ingelheim – 26. května 1552 Basilej, Švýcarsko) byl německý humanistický učenec a polyhistor, zejména vynikl jako teolog a kosmograf, ale také se věnoval matematice, hebraistice a dalším vědám.

## Život

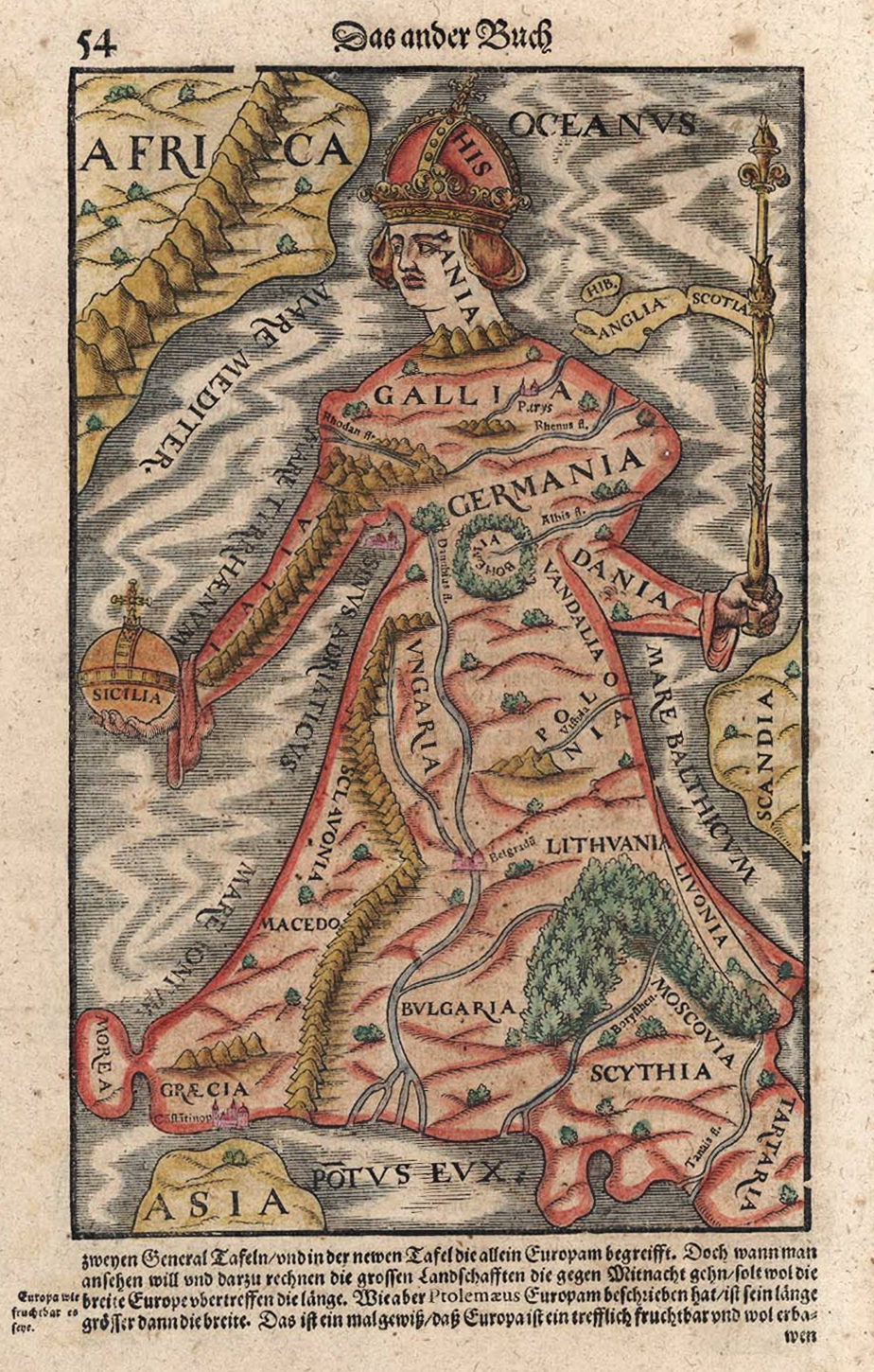
„Europa regina“ v Münsterově díle Cosmographia

V roce 1505 vstoupil v Heidelbergu k františkánům, načež studoval v Lovani, Freiburgu im Breisgau, Rouffachu a Basileji, zejména hebrejštinu, matematiku a geografii. Vysvěcen na kněze byl v roce 1512, poté učil v Thüngenu, Basileji a později i na heidelberské univerzitě. V roce 1529 vystoupil z řádu, konvertoval k protestantství a oženil se. Roku 1547 odešel do Basileje a působil jako rektor tamní univerzity, o pět let později zde však zemřel na mor.
Jeho nejznámějším dílem je Cosmographia, kterou vydal německy 1544 a v roce 1550 latinsky. První uvedené vydání bylo nejstarším německým dílem popisujícím svět. Dílo se dočkalo velké obliby, bylo vydáno ve 24 edicích a přeloženo do řady dalších jazyků včetně češtiny (český překlad Zikmunda z Púchova vyšel v roce 1554). Kniha byla velmi rozšířená v institučních i soukromých knihovnách, jeden exemplář byl zakoupen i pro knihovnu latinské školy v Jáchymově a je dnes součástí expozice muzea v Jáchymově.